# Strix occidentalis
L'allocco macchiato o allocco maculato americano (Strix occidentalis Xantus de Vesey, 1860) è un rapace notturno della famiglia degli Strigidi originario del Nordamerica.

## Descrizione
L'allocco macchiato ha una lunghezza media di 43 cm, un'apertura alare di 114 cm e un peso di 600 gr. Le sue uova sono lunghe poco più di 50 mm e sono bianche con una struttura leggermente granulosa. L'allocco macchiato è simile all'apparenza all'allocco barrato, ma ha macchie a forma di croce sulla parte inferiore, mentre l'allocco barrato è barrato alternativamente sul petto e striato sulla pancia. Gli allocchi barrati sono più grandi e più grigi degli allocchi macchiati. Negli ultimi anni gli allocchi macchiati sono stati scacciati dagli allocchi barrati, che sono più aggressivi, hanno una dieta più varia e si adattano facilmente ad una gamma di habitat più ampia. Sebbene le due specie siano geneticamente piuttosto distinte, possono "ibridizzare" in zone ove convivono, dando luogo ad allocchi ibridi.

## Riproduzione
La stagione della riproduzione dell'allocco macchiato va dall'inizio della primavera alla tarda estate o all'autunno, con un comportamento di pavoneggiamento e nidificazione insieme a partire da febbraio o marzo.
Le coppie di allocchi macchiati sono monogame e raramente rinidificano dopo tentativi falliti di riproduzione.
Le specie non si riproducono normalmente ogni anno, con una probabilità media di riproduzione del 62%. I giovani allocchi possono iniziare a riprodursi dopo il primo anno di età, ma il momento più frequente è dopo due anni o più. La normale quantità di uova è di due, ma in qualche rara occasione può essere anche di quattro. La femmina cova le uova e si premura per i piccoli, mentre il maschio procura loro il cibo. I tempi d'incubazione delle uova sono di circa un mese; il tempo per il volo indipendente dei piccoli è fra i tre e i quattro mesi di età. Una volta indipendenti, i giovani si disperdono tra la tarda estate e l'autunno, nelle zone settentrionali spesso si sistemano in un territorio invernale, prima di cercare territori per alimentarsi in primavera. Il raggio di dispersione è spesso inferiore ai 31 km.

## Distribuzione ehabitat
L'allocco macchiato ha una popolazione di circa 15.000 esemplari, suddivisa in quattro sottospecie: S. o. caurina, con una popolazione minima di 3778 coppie e 1001 esemplari territoriali, è diffusa dalla Columbia Britannica sud-occidentale (Canada) alla California settentrionale (USA), ma in passato si spingeva a sud fino alla Bassa California (Messico); S. o. lucida, con una popolazione minima di 777-1554 esemplari, è diffusa da Utah e Colorado fino ad Arizona, Nuovo Messico e all'estremità occidentale del Texas (USA), ma si incontra anche negli stati messicani di Sonora, Chihuahua e Nuevo León, fino a Jalisco, Durango, Michoacán e Guanajuato; e S. o. juanaphillipsae, recentemente descritta, anch'essa originaria del Messico. Le popolazioni messicane sono stabili, poiché in questo Paese lo sfruttamento forestale tende a modificare, piuttosto che a distruggere, l'habitat della specie. Quasi tutte le altre popolazioni sono in diminuzione e, in alcuni casi, il declino è accelerato sempre più dall'abbattimento delle foreste su scala industriale. In Canada la sottospecie S. o. occidentalis è molto vicina all'estinzione.

## Tassonomia
Attualmente, gli studiosi riconoscono quattro sottospecie di allocco macchiato:
- S. o. occidentalis (Xantus de Vesey, 1860);
- S. o. caurina (Merriam, 1898);
- S. o. juanaphillipsae Dickerman, 1997;
- S. o. lucida (Nelson, 1903).